# Aquífero aluvionar
Aquífero aluvionar é um tipo de aquífero freático que é constituído por formações sedimentares de aluvião depositadas em várzeas de rios e ao longo de faixas litorâneas. São mais volumosos em ambiente litorâneo, principalmente na foz de muitos rios.
Tem grande importância para a população, pois é de onde é retirada água para uso doméstico e para a pequena agricultura ou agricultura familiar, sendo explorado através de poços escavados manualmente ou através de ponteiras filtrantes. Em locais com pouca chuva os aquíferos funcionam como reservatórios subterrâneos através da construção de barragens.